# Niżankowice (gmina)
Niżankowice – dawna gmina wiejska istniejąca w latach 1934–1944 w woj. lwowskim (dzisiejsze woj. podkarpackie/obwód lwowski). Siedzibą władz gminy były Niżankowice (obecnie wieś na Ukrainie).
Wiejska gmina Niżankowice została utworzona 1 sierpnia 1934 roku w powiecie przemyskim w woj. lwowskim z dotychczasowej miejskiej gminy Niżankowice (odebranie praw miejskich).
Jednostka – zwiększona o południową połowę zniesionej w 1939 roku gminy Hermanowice i część gminy Miżyniec – funkcjonowała jeszcze pod okupacją hitlerowską 1941–44. Po wojnie wschodnia część gminy znalazła się w ZSRR, a z zachodniej, przypadłej Polsce, części utworzono w 1944 roku nową gminę Fredropol.